# Alexandre del Valle
Alexandre del Valle (Marselha, 6 de setembro de 1969) é um politólogo, jornalista e ensaísta francês, especializado no radicalismo islâmico, no terrorismo e nas relações Ocidente-Rússia.

## Educação
Ele seguiu seus estudos no Instituto de Estudos Políticos de Aix-en-Provence, a Universidade Montpellier 3 Paul-Valéry e Instituto de Ciência Política em Milão. Graduou-se em Segurança, Defesa Nacional e História das Doutrinas Políticas.
Ele apresentou uma tese na história contemporânea na Universidade Paul-Valéry Montpellier 3 "O Ocidente e a segunda descolonização: Indigenismo e islamismo da Guerra Fria até os dias atuais"

## Carreira profissional
No início de sua carreira, ele trabalhou como funcionário em França, em seguida, trabalhou no Parlamento Europeu, antes de criar sua empresa de consultoria Geopol.
Já lecionou na European University of Rome, depois na Metz University of Law e depois na Escola de Comércio - La Rochelle.
Em 2019, ele co-fundou o Multipolar World Institute em Bruxelas e é membro do Think Tank CPFA Centre of Political and Foreign Affairs e depois do French Intelligence Research Centre (CF2R)
Ele atualmente leciona geopolítica como Porfessor Associate de relações internacionais e geopolitica  na IPAG Business School (desde 2017)

## Ensaísta
Ele é o autor de sete livros, traduzidos em Português, italiano e sérvio. Em seu primeiro livro "Islamismo e os Estados Unidos: uma aliança contra a Europa", ele estudou a instrumentalização por serviços secretos norte-americanos dos Mujahedeen afegão na sua luta contra a União Soviética.
Ele defendeu a ideia de aproximação entre Rússia e Europa para criar um novo bloco geopolítico que ele chamou de "Pan-Ocidente" necessário para combater a ameaça islâmica.
Ele descreve o islamismo como o terceiro tipo de totalitarismo, sendo os dois primeiros nazismo e comunismo.
Seu livro "Guerras contra a Europa" sobre a geopolítica mundial do século XXI foi traduzido para o português.
No penúltimo livro em Portugal, "A Islamização do Europa", Del Valle quer explicar a estratégia de infiltraçao e de conquista de as organizações islâmicas na Europa. 
No seu ùltimo livro em Portugal, "O complexo ocidental", manual de "contra-desinformação" pronto a usar nas sociedades ocidentais, vítimas do "vírus da culpabilização coletiva", Del Valle analisa a "arma de destruição mental maciça". Esta culpabilização tem por base "mitos fundadores" qu (as cruzadas, as trevas da Idade Média, a diabolização da Igreja Católica, a dívida para com o al-Andalus, as acusações de esclavagismo, colonialismo e racismo de sentido único, a mundialização feliz e as consequências das políticas da União Europeia).  
No seu último livro em França "O Caos da Síria", ele estuda as causas profundas do conflito sírio e da "Primavera Árabe". Del Valle diz que a primavera arabe rapidamente se transformou em um "inverno islâmico". Os ocidentais acreditavam que a democratização salvaria o mundo árabe do islamismo radical, mas, em vez disso, o levou ao poder quando houve eleições livres. Em outros lugares, a antidemocrática Primavera Árabe voltou à guerra civil sectária, ao apogeu do DAESH ou ao retorno do autoritarismo militar.. 
No último livro em francès, "Le Projet", escrito com o experto irà-francès Emmanuel Razavi, Del Valle a descreve a extensão de penetração, infiltração e conquista da Irmandade Muçulmana na França, no Ocidente e especialmente na velhia Europa, que consiste em se infiltrar nos círculos educacionais, religiosos, associativos, sindicais e políticos, especialmente nos novos movimentos radicais de extrema esquerda e en fazer passar as críticas ao islamismo e ao islamismo ou ao véu islâmico por notícias na forma de "racismo".

## Publicações
- La Maronité politique, Le système confessionnel libanais et la guerre civile, IEP d'Aix-en-Provence, 1992 (mémoire).
- Statut légal des minorités religieuses en terres d'Islam, Faculté de droit d'Aix-en-Provence, 1993 (mémoire).
- La Théorie des élites, Faculté de Sciences politiques de Milan, 1993 (mémoire de DEA en histoire des doctrines politiques et des institutions politiques).
- Islamisme et États-Unis, une alliance contre l'Europe, L'Âge d'Homme, 1997 (ISBN 2-8251-1060-4). versions italienne et serbo-croate.
- Une idée certaine de la France (ouvr coll), Sous la direction d'Alain Griotteray, 1999, France-Empire, 1998.
- Guerres contre l'Europe : Bosnie, Kosovo, Tchétchénie, Les Syrtes, 2001 (ISBN 2-84545-045-1). (versions espagnoles, brésilienne, portugaise, italienne et serbo-croate).
- Quel avenir pour les Balkans après la guerre du Kosovo, Paneuropa/L'Age d'Homme, 2000.
- Le Totalitarisme islamiste à l'assaut des démocraties, Les Syrtes, 2002 (ISBN 2-84545-058-3).
- Le Dilemme turc, ou les vrais enjeux de la candidature d'Ankara avec Emmanuel Razavi, Les Syrtes (ISBN 2-84545-116-4).
- Frères musulmans. Dans l'ombre d'Al Qaeda, Jean-Cyrille Godefroy, 2005 (ISBN 2-86553-179-1), préface d'Emmanuel Razavi.
- Perché la Turchia non può entrare nell'Unione europea, Guerini ed Associati, Milan, 2009 (préface de Roberto de Mattei).
- La Turquie dans l'Europe : un cheval de Troie islamiste ?, Les Syrtes, 2004 (ISBN 2-84545-093-1).
- Rossi, Neri, Verdi: la convergenza degli Estremi opposti, Lindau, 2009, Turin (préface Magdi Allam)
- A Islamização da Europa, Editora A civilizaçao, Porto, 2009 (ISBN 9-72262-719-1).
- Pourquoi on tue des chrétiens dans le monde aujourd'hui ? : La nouvelle christianophobie, Maxima Laurent du Mesnil 2011 (préface Denis Tillinac) (ISBN 2-84001-694-6)
- Le complexe occidental : Petit traité de déculpabilisation, L'artilleur, Toucan Essais, 2014 (ISBN 2-81000-574-5).
- Le Chaos syrien, printemps arabes et minorités face à l'islamisme, L'Artilleur 2014 (ISBN 1-09350-103-1).
- Les Vrais ennemis de l'Occident, L'Artilleur, L'Artilleur,  Toucan essais, 2016 (ISBN: 978-2810007271)
- La stratégie de l'intimidation, du terrorisme jihadiste à l'islamiquement correct, L'Artilleur, 2018 (ISBN 978-2-8100-0822-3
- Le Projet, la stratégie de conquête et d'infiltration des Frères musulmans en France et en Europe, L'Artilleur, 2019. (ISBN 978-2810008667)